# Silvia Varg
María Silvia Varg de Nioi (n. 1950, Salta) es una periodista, ensayista, magíster en políticas sociales y política argentina que se desempeñó como diputada provincial por la capital en la Cámara de Diputados de la Provincia de Salta.

## Vida privada
Está casada con Alberto Nioi con el cual tiene seis hijos. La maestría en políticas sociales la realizó en la Universidad Nacional de Salta al igual que la especialización en estudios de género.
Fue cofundadora del Movimiento de Mujeres Peronistas de Salta (1992); de la Mesa de Mujeres Justicialistas (2002) y del MUSEM (Mujeres de Salta en Movimiento - 2008). Se desempeñó en los diarios Democracia y El Intransigente y en la Dirección de Prensa de la UNSa.
Es la autora de las siguientes publicaciones: Actas del Primer Congreso Argentino “Martín Miguel de Güemes - Héroe Nacional” (2006). Prólogo del libro “Crónicas Barriales-Historias y Personajes” (2007). Artículo en el libro de la Fundación Salta: “La Provincia de Salta Enfoques y Perspectivas II” (2009). Autora del libro “Amor y Belleza” Historia de una Colección (2009).

## Carrera política
Silvia comenzó su carrera política siendo Coordinadora Gral. de la Secretaría de Seguridad Social de Salta y en 1990 fue designada como Directora Gral. del Registro Civil y Capacidad de las Personas durante la gobernación de Hernán Cornejo.Silvia comenzó su carrera política siendo Coordinadora Gral. de la Secretaría de Seguridad Social de Salta y en 1990 fue designada como Directora Gral. del Registro Civil y Capacidad de las Personas durante la gobernación de Hernán Cornejo.
En 1993 es elegida como concejal de la ciudad a través del voto de los salteños y se mantuvo en el cargo hasta 1995. En 1999 es elegida diputada provincial en representación de la capital y en el ejercicio de su mandato fue Presidenta de la Comisión Bicameral Jubileo 2000; Presidió el Parlamento del NOA (Sesión realizada en Salta, 2003); integró el Comité Ejecutivo de la Red de Mujeres Parlamentarias de las Américas (2000-2001); Diputada por la Red de Mujeres Parlamentarias de las Américas a la Unión de Parlamentarios del MERCOSUR (2000-2001); Miembro del Consejo de la Magistratura.
Luego de su mandato como diputada fue Directora Gral. de Cultura y Deportes de la Municipalidad de Salta; Coordinadora Gral. del 1º Congreso Nacional “Martín Miguel de Güemes – Héroe Nacional” (2005); Coordinadora Gral. de la Intendencia, Integrante de la Multisectorial de Mujeres de Salta. Vicepresidenta de la Fundación “Doña Oli” y también secretaria del área de la mujer en la Municipalidad de Salta durante la gestión de Miguel Isa.
En el año 2017 acompaña a Bettina Romero en la lista encabezada por ella en la categoría de diputados provinciales. Al haber logrado 63.634 votos y ganar en la categoría, el espacio (Un cambio para Salta) logra tres bancas, una para Bettina, otra para Javier Diez Villa y la tercera para Silvia Varg que fue en esa posición.
En el año 2019 fue la segunda candidata a diputada nacional en la lista de José Ibarra dentro de la interna de Juntos por el Cambio pero perdió contra Miguel Nanni. La lista de Varg e Ibarra obtuvo unos magros 18.121 votos mientras que el dirigente radical tuvo 122.670 votos.
En el año 2021 no buscó la reelección en la Cámara de Diputados y el 14 de diciembre de 2021, Bettina Romero, la intendente de Salta, la nombra Secretaria de Desarrollo Humano.
En el año 2023, Silvia se presenta como candidata al Parlamento del Mercosur por el distrito regional de Salta siendo acompañada como suplentes por Lucas Amado y Johana Goytea. Varg encabezó la lista El Cambio de Nuestras Vidas que adhirió en la interna a la boleta de Horacio Rodríguez Larreta.